# Station de sports d'hiver Mount Bachelor

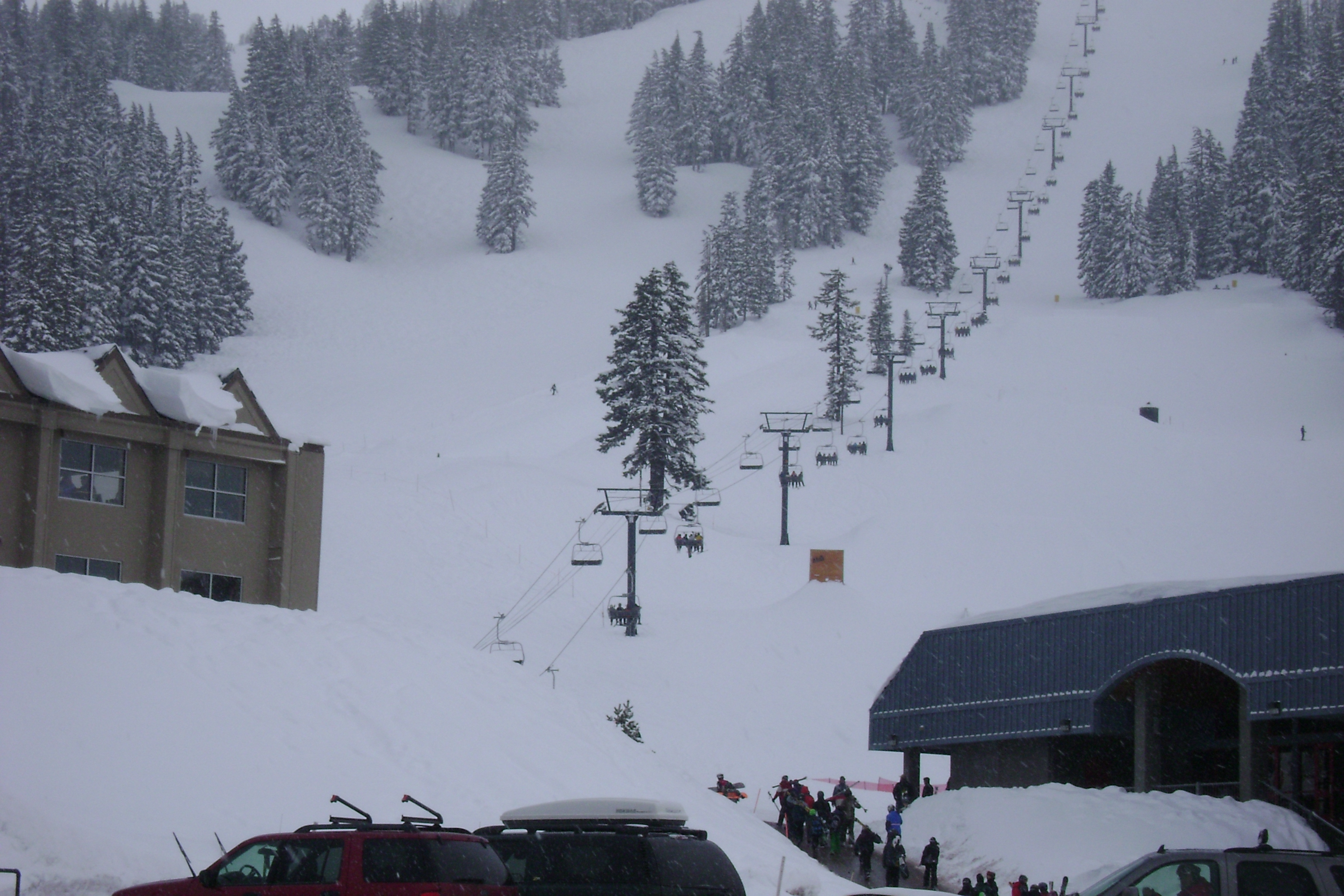
Station du Mont Bachelor

La station de sports d'hiver Mount Bachelor (Mount Bachelor ski area) est localisée dans l’État de l’Oregon à l’ouest des États-Unis. La station la plus étendue de l’Oregon  est logée à proximité du mont Bachelor, un volcan localisé dans la région montagneuse de la chaine des Cascades. Le domaine skiable s’étend sur près de 1 490 hectares et dispose de douze remontées mécaniques pour 71 pistes. L’altitude du domaine varie de 1 737 m à 2 743 m.
Ouverte en tant que Bachelor Butte en 1958, la station prend son nom actuel durant les années 1980. Grâce à ses infrastructures, la station sert de lieu d’entraînement pour de nombreux athlètes.